# Anaudia
Anaudia is een geslacht van vlinders uit de familie wespvlinders (Sesiidae), onderfamilie Sesiinae.
Anaudia is voor het eerst wetenschappelijk beschreven door Wallengren in 1863. De typesoort is Anaudia felderi.

## Soort
Anaudia omvat de volgende soort:
- Anaudia felderi Wallengren, 1863